# Tales from Earthsea
Tales from Earthsea (ゲド戦記, Gedo Senki) is een animefilm uit 2006 van Studio Ghibli. Het was de eerste film geregisseerd door Gorō Miyazaki, zoon van Hayao Miyazaki.
De film is losjes gebaseerd op een combinatie van de plots en personages uit het eerste, derde en vierde boek van de aardzee-serie van Ursula K. Le Guin.

## Verhaal
De film begint met een oorlogsschip, dat zich op zee in een zware storm bevindt. Aan boord ziet men twee draken vechten boven de wolken. Een draak delft het onderspit en wordt door de ander gedood.
Kort hierna ontvangt de koning, die al problemen heeft vanwege het feit dat het land wordt geteisterd door droogte en ziektes, nieuws van het verschijnsel op zee. Ook hoort hij dat zijn zoon, Prins Arren, is verdwenen. De hoftovenaar vertelt de koning hoe draken en mensen ooit een waren, tot verschillende motieven hen uiteen dreven. De koning kan hier niet lang over nadenken, daar hij wordt gedood door Arren. Arren steelt zijn vaders zwaard en vlucht weg uit het paleis.
De scène verplaatst zich naar een woestijn, waar Arren wordt achtervolgd door wolven. Hij wordt gered door een tovenaar, die niemand minder dan Sparrowhawk de Aartstovenaar blijkt te zijn. Arren vergezelt Sparrowhawk op diens reis naar de stad Hortown. Hij ziet hier een jong meisje genaamd Therru, die wegvlucht voor een slavenjager, en redt haar. Later die avond wordt Arren zelf gevangen door de slavenjager. Deze neemt Arren zijn zwaard af, maar gooit het weg wanneer hij denkt dat het waardeloos is omdat het zwaard niet uit de schede kan worden gehaald (vanwege de magische aard van het wapen). Arren wordt ook nu gered door Sparrowhawk, die ook de andere slaven bevrijdt. Ze reizen af naar de boerderij waar Therru verblijft. Ze wordt verzorgd door een vrouw genaamd Tenar, die een kennis is van Sparrowhawk.
De slavendrijver genaamd Hare brengt aan Lord Cob verslag uit van het gebeurde, en moet de ontsnapping van de slaven bijna met zijn leven bekopen. Lord Cob beveelt Hare om Sparrowhawk naar het kasteel te brengen. Op de boerderij maakt Sparrowhawk bekend dat hij op zoek is naar de reden dat de balans in de wereld is verstoord. Hij gaat terug naar Hortown, en vindt het zwaard van Arren. Hij wordt gezien door Hare, maar kan aan hem ontkomen door snel zijn gezicht te vervormen en zich zo onherkenbaar te maken.
Terug in de boerderij bekent Arren aan Therru dat hij zijn vader heeft gedood, en dat hij bang is voor iets onbekends dat hem lijkt te achtervolgen. Hij vertrekt in het geheim. Kort na zijn vertrek wordt Tenar gevangengenomen door Hare, en als aas gebruikt om Sparrowhawk naar het kasteel te lokken. Lord Cob ontdekt Arren, die wederom wordt opgejaagd door het onbekende wezen, en neemt hem mee naar het kasteel. Daar maakt hij hem wijs dat Sparrowhawk hem enkel wil gebruiken om het geheim van het eeuwige leven te ontdekken. Cob moedigt Arren aan om zijn ware naam, Lebannen, te onthullen, om hem zo in zijn macht te krijgen. Wanneer Sparrowhawk in het kasteel arriveert om Tenar terug te halen, gebruikt Lord Cob Arren om hem te vangen.
Therru wordt opgezocht door een man die sterk op Arren lijkt, en beweert het licht van Arren te zijn. Hij draagt haar op om naar het kasteel te gaan. Binnen vindt Therru Arren, en breekt Cobs controle over hem. Samen redden ze Sparrowhawk en Tenar. Arren gebruikt het zwaard om Lord Cob onschadelijk te maken. Cob probeert Therru te doden, maar in plaats daarvan verandert ze in een draak en doodt ze Cob.
Na dit alles besluit Arren huiswaarts te keren om zijn straf onder ogen te zien.

## Rolverdeling

### Japanse acteurs
- Ged: Bunta Sugawara
- Prins Arren: Okada Junichi
- Therru/Tehanu: Aoi Teshima
- Tenar: Jun Fubuki
- Koning: Kaoru Kobayashi
- Koningin Yui Natsukawa
- Cob: Yūko Tanaka
- Hare: Teruyuki Kagawa
- Vendor: Mitsuko Baisho

### Engelse acteurs
- Sparrowhawk (aka Ged) - Timothy Dalton
- Cob - Willem Dafoe
- Arren - Matt Levin
- Hare - Cheech Marin
- Tenar - Mariska Hargitay
- Therru - Blaire Restaneo

## Achtergrond

### Geschiedenis
Deze film was de eerste anime-verfilming van een deel van de Aardzeeserie. Voorheen hadden al meer regisseurs geprobeerd om de Aardzeeserie te verfilmen, maar kregen steeds geen toestemming van de auteur. Hayao Miyazaki had al plannen voor een animeversie van de serie voordat hij begon aan Nausicaä of the Valley of the Wind. In 2003, na een Academy Award te hebben gewonnen voor zijn film Spirited Away, kreeg hij toestemming om de film te mogen maken. Hij had het echter te druk met Howl's Moving Castle, dus nam zijn zoon Gorō Miyazaki de regie op zich.

### Filmmuziek
De filmmuziek werd gecomponeerd onder toezicht van Tamiya Terashima, en uitgebracht door Tokuma Japan Communications en Studio Ghibli Records op 12 juli 2006. Carlos Núñez werkte mee aan 11 van de 22 nummers. Nieuwkomer Aoi Teshima zong twee van de nummers in.
Een tweede album getiteld "Melodies from Ged Senki" kwam uit op 17 januari 2007.

### Ontvangst
De film haalde in de openingsweek de eerste plaats van de Japanse Box Office, met een opbrengst van meer dan 900 miljoen yen. Daarmee verdrong de film Pirates of the Caribbean: Dead Man's Chest naar de tweede plaats. De film behield zijn nummer 1-positie gedurende vijf weken. Daarna werd hij zelf van de eerste plaats gestoten door X-Men: The Last Stand. De film werd in totaal de vierde meest succesvolle film van dat jaar in Japan.
Ursula K. Le Guin, de auteur van de Aardzeeserie, gaf een gemengde reactie op de film. Ze prees de visuele animatie, maar klaagde dat de plot te veel was veranderd en samengevat. Ook prees ze hoe de natuur werd neergezet in de film, maar vond dat de productiewaarden van de film niet zo hoog waren als bij voorgaande werken van Hayao Miyazaki, en dat de film zich te sterk focuste op het geweld.
Vooral in Japan vond de film aan de ene kant een grote schare fans, maar aan de andere kant ook een grote groep mensen die de film maar niks vonden.

### Distributie buiten Japan
Distributie van de film in de Verenigde Staten werd gehinderd door problemen met de rechten. Sci-Fi Channel, die de miniserie Legend of Earthsea had uitgebracht in 2004, bezit momenteel te rechten op alle Aardzee-verfilmingen. Pas in 2009, toen de miniserie niet meer werd uitgezonden en Scifi’s rechten op de serie verliepen, kon de film in Amerika worden uitgebracht.
De film werd ook uitgebracht in een select aantal Britse bioscopen, in zowel nagesynchroniseerde als ondertitelde vorm. De film kreeg gemengde reacties, en bracht minder op dan voorgaande films van Studio Ghibli.
In Australië werd de film aanvankelijk alleen vertoond tijdens een tournee die diverse grote steden aandeed.

## Prijzen en nominaties
In 2007 werd “Tales from Earthsea” genomineerd voor twee prijzen:
- De Asian Film Award voor beste componist (Tamiya Terajima)
- De Award of the Japanese Academy voor beste animatiefilm.